# Millett-Gletscher
Der Millett-Gletscher ist ein stark zerfurchter Gletscher an der Rymill-Küste des Palmerlands auf der Antarktischen Halbinsel. Er fließt vom Dyer-Plateau in westlicher Richtung in den George-VI-Sund, den er nördlich des Wade Point erreicht. In seinem unteren Abschnitt geht er von Norden in den Meiklejohn-Gletscher über.
Erstmals vermessen wurde er 1936 bei der British Graham Land Expedition (1934–1937) unter der Leitung des australischen Polarforschers John Rymill. Das UK Antarctic Place-Names Committee benannte ihn 1954 nach Hugh Mainwaring Millett (1903–1968), Chefingenieur bei dieser Forschungsreise.